# Circolo Pattinatori Grosseto 1951 2023-2024
Questa voce raccoglie le informazioni riguardanti il Circolo Pattinatori Grosseto 1951 nelle competizioni ufficiali della stagione 2023-2024.

## Maglie e sponsor
Lo sponsor ufficiale per la stagione 2023-2024 è Edilfox.
| 1ª divisa | 2ª divisa |

## Organico

### Giocatori
| N° | Naz.                 | Ruolo | Sportivo                 |  |  |  |
| -- | -------------------- | ----- | ------------------------ |  |  |  |
| 5  | Argentina (bandiera) | D     | Pablo Saavedra           |  |  |  |
| 6  | Argentina (bandiera) | D     | Mario Rodriguez Figueroa |  |  |  |
| 7  | Argentina (bandiera) | A     | Gaston De Oro            |  |  |  |
| 8  | Italia (bandiera)    | A     | Stefano Paghi            |  |  |  |
| 9  | Italia (bandiera)    | A     | Alessandro Franchi       |  |  |  |
| 10 | Italia (bandiera)    | P     | Paride Sassetti          |  |  |  |
| 17 | Italia (bandiera)    | A     | Serse Cabella            |  |  |  |
| 21 | Germania (bandiera)  | A     | Max Thiel                |  |  |  |
| 9  | Italia (bandiera)    | A     | Matteo Cardella          |  |  |  |
| 54 | Spagna (bandiera)    | P     | Adrià Català             |  |  |  |

### Staff tecnico
- Allenatore:  Michele Achilli

## Mercato
| Acquisti | Acquisti        | Acquisti      | Acquisti |
| R.       | Nome            | da            |          |
| -------- | --------------- | ------------- | -------- |
| A        | Matteo Cardella | Montecchio P. |          |
| P        | Adrià Català    | Sandrigo      |          |
| A        | Max Thiel       | Sandrigo      |          |

| Cessioni | Cessioni | Cessioni | Cessioni |
| R.       | Nome     | a        |          |
| -------- | -------- | -------- | -------- |